# Hubert Carr-Gomm
Hubert William Culling Carr-Gomm (20 juin 1877-21 janvier 1939) est un homme politique et éditeur libéral britannique.

## Jeunesse et famille
La famille de Carr-Gomm vient de Farnham Royal dans le Buckinghamshire mais son père, Francis Culling Carr (1834–1919) est membre de la fonction publique indienne et juge de district de Tirunelveli donc Hubert est né en Inde . L'année de sa naissance, sa mère, Emily Blanche Carr, hérite par sa tante, Lady Elizabeth Ann Gomm (1807-1877), de tous les domaines de son défunt mari, le maréchal Sir William Maynard Gomm (en) (1784-1875), à condition que la famille prenne le nom de Gomm en plus de Carr . À la mort de sa mère en 1909, il hérite de ces domaines . Hubert fait ses études au Collège d'Eton et à l'Oriel College, à Oxford, où il obtient une maîtrise en histoire moderne en 1900. Entre 1898 et 1907, il sert dans le bataillon des volontaires du Queen's Royal Regiment (West Surrey). En 1909, il est nommé juge de paix pour le Buckinghamshire . En 1906, il épouse Kathleen Rome. Ce mariage se termine par un divorce en 1913 à cause de l'adultère de sa femme avec Eliot Crawshay-Williams, député libéral de Leicester, marié et père de deux enfants. C'est un scandale considérable, notamment parce que, selon la poète et écrivaine Lucy Masterman, l'épouse d'un autre député libéral, Charles Masterman, Carr-Gomm et Crawshay-Williams ont été amis à l'école, au collège et en politique. Cela ruine la carrière politique de Crawshay-Williams . Carr-Gomm se remarie en 1916 à Eleanor Russell, fille d'un avocat de l'Inner Temple.

## Carrière politique
Carr-Gomm est pendant un certain temps secrétaire de la Fédération libérale de Londres et aux élections générales de 1906, il est élu député libéral de Rotherhithe. Il occupe le siège jusqu'en 1918. De 1906 à 1908, il est secrétaire parlementaire privé du premier ministre libéral Henry Campbell-Bannerman. Aux élections générales de 1918, Carr-Gomm est de nouveau investi par les libéraux de Rotherhithe, mais ne figure pas parmi les candidats favorisés par le coupon du gouvernement, qui est accordé à son adversaire conservateur John Rolleston Lort-Williams, qui est élu. Carr-Gomm se présente à Rotherhithe une nouvelle fois en 1922, mais perd de nouveau contre Lort-Williams. Aux élections générales de 1923, il est candidat libéral à Paddington-Sud, mais perd face au député unioniste en exercice, Douglas King.
Carr-Gomm continue de s'intéresser aux questions politiques après avoir quitté le Parlement. En 1922, il écrit au Times, condamnant peut-être sans surprise le gouvernement alors dirigé par David Lloyd George comme étant une coalition autour d'un homme ou d'un groupe d'hommes plutôt que autour de partis et d'idées établis . En 1936, il publie en privé une brochure appelant à un système de représentation proportionnelle à utiliser lors des élections municipales à Londres, où les circonscriptions locales sont idéales pour son introduction .

## Service militaire et édition
Pendant la Grande Guerre, Carr-Gomm sert en France et Salonique comme capitaine dans le 2 / 22nd Battalion, The London Regiment (The Queen's). Après avoir débarqué à Salonique en 1917, Carr-Gomm est nommé pour commander le deuxième bataillon de retranchement . En 1921, l'éditeur John Lane qui a été le cofondateur de l'empreinte Bodley Head crée une société qui lui succède et Carr-Gomm devient l'un des administrateurs.
Plus tard, Carr-Gomm et sa deuxième épouse vivent à Tile House, Seaford, East Sussex. En voyageant dans les Îles Canaries, il contracte une pneumonie et meurt le 21 janvier 1939 à Tenerife, à l'âge de 61 ans.